# Hieracium pinetophilum
Hieracium pinetophilum — вид квіткових рослин з родини айстрових (Asteraceae). Вид зростає в Європі: Польща, Словаччина; це багаторічна рослина помірних біомів.

## Морфологічна характеристика
Рослини в диких популяціях завжди одноголові; стеблових листків 3–5, листя середні вузько видовжені, цілокраї або зубчасті; обгортки (10)11–13(15) мм завдовжки.